# Discovery Channel Pro Cycling Team

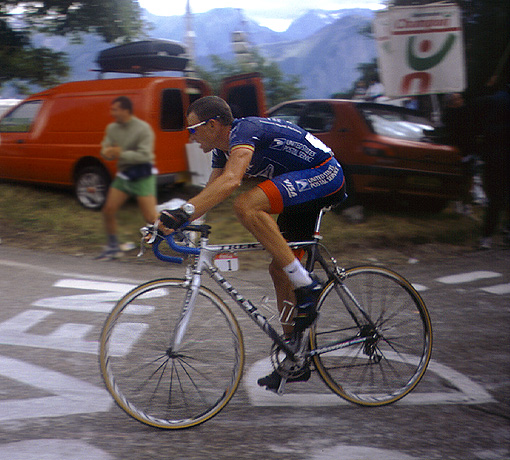
Lance Armstrong w stroju U.S. Postal z 2001 roku

Discovery Channel Pro Cycling Team – amerykańska zawodowa grupa kolarska istniejąca w latach 1988–2007.

## Nazwa grupy w poszczególnych latach
| lata      | nazwa                                      |
| --------- | ------------------------------------------ |
| 1990–1993 | Subaru-Montgomery                          |
| 1995      | Montgomery Bell-US Postal Service          |
| 1996      | US Postal Service-Montgomery               |
| 1997–2002 | US Postal Service                          |
| 2003–2004 | US Postal Service presented by Berry Floor |
| 2005–2007 | Discovery Channel Pro Cycling Team         |

## Historia
10 lutego 2007 roku Discovery Channel ogłosił, iż nie odnowi kontraktu sponsorskiego z drużyną i współpraca zostanie zakończona z końcem sezonu 2007. Powszechnie decyzję o zakończeniu sponsorowania wiąże się ze zwolnieniem prezesa Discovery Networks Billy'ego Campbella (dyrektora telewizyjnego) przez Davida Zaslava, nowego prezesa Discovery Communications.
10 sierpnia 2007 roku, firma Talwind Sports (współwłaściciel drużyny) zaprzestała poszukiwań sponsora tytularnego i ogłosiła, iż drużyna zakończy działanie i zrezygnuje ze startów z końcem roku 2007. Decyzja ta spowodowana była zamieszaniem jakie panowało wówczas wokół kolarstwa.

## Legendy grupy
| Kolarz                | Lata jazdy w grupie |
| --------------------- | ------------------- |
| Lance Armstrong ()    | 1998–2005           |
| Dariusz Baranowski () | 1996–1998           |
| Tomasz Brożyna ()     | 1996–1997           |
| Alberto Contador ()   | 2007                |
| Floyd Landis ()       | 2002–2004           |
| Levi Leipheimer ()    | 2000–2001, 2007     |

## Ostatni skład (2007)
| Skład drużyny 2007         | Skład drużyny 2007   | Skład drużyny 2007 | Skład drużyny 2007                     |
| Imię i nazwisko            | Data urodzenia       | Państwo            | Poprzednia grupa                       |
| -------------------------- | -------------------- | ------------------ | -------------------------------------- |
| Ivan Basso (1 sty–30 kwi)  | 26 listopada 1977    | Włochy             | CSC (2006)                             |
| Fumiyuki Beppu             | 10 kwietnia 1983     | Japonia            | Vélo-Club La Pomme Marseille (2004)    |
| Wołodymyr Biłeka           | 6 lutego 1979        | Ukraina            | Landbouwkrediet-Colnago (2004)         |
| Janez Brajkovič            | 18 grudnia 1983      | Słowenia           | Krka-Adria Mobil (2005)                |
| Alberto Contador           | 6 grudnia 1982       | Hiszpania          | Astana (2006)                          |
| Antonio Cruz               | 31 października 1971 | Stany Zjednoczone  | Toyota-United (2006)                   |
| Steve Cummings             | 19 marca 1981        | Wielka Brytania    | Landbouwkrediet-Colnago (2006)         |
| Tom Danielson              | 13 marca 1978        | Stany Zjednoczone  | Fassa Bortolo (2004)                   |
| Allan Davis (1 lut–31 gru) | 27 lipca 1980        | Australia          | Astana (2006)                          |
| John Devine (1 lip–31 gru) | 2 listopada 1985     | Stany Zjednoczone  |                                        |
| Stijn Devolder             | 29 sierpnia 1979     | Belgia             | Vlaanderen-T-Interim (2003)            |
| Władimir Gusiew            | 4 lipca 1982         | Rosja              | CSC (2005)                             |
| George Hincapie            | 29 czerwca 1973      | Stany Zjednoczone  | Motorola (1996)                        |
| Levi Leipheimer            | 24 października 1973 | Stany Zjednoczone  | Gerolsteiner (2006)                    |
| Li Fuyu                    | 9 maja 1978          | Chiny              | Marco Polo (2006)                      |
| Trent Lowe                 | 8 października 1984  | Australia          | The Jittery Joe's-Zero Gravity (2005)  |
| Egoi Martínez              | 15 maja 1978         | Hiszpania          | Euskaltel-Euskadi (2005)               |
| Jason McCartney            | 3 września 1973      | Stany Zjednoczone  | Health Net-Maxxis (2004)               |
| Gianni Meersman            | 5 grudnia 1985       | Belgia             | Beveren 2000 (2006)                    |
| Uroš Murn                  | 9 lutego 1975        | Słowenia           | Phonak Hearing Systems (2006)          |
| Benjamín Noval             | 23 stycznia 1979     | Hiszpania          | Colchon Relax - Fuenlabrada (2003)     |
| Pavel Padrnos              | 17 grudnia 1970      | Czechy             | Saeco (2001)                           |
| Sérgio Paulinho            | 26 marca 1980        | Portugalia         | Astana (2006)                          |
| Jarosław Popowycz          | 4 stycznia 1980      | Ukraina            | Landbouwkrediet-Colnago (2004)         |
| José Luis Rubiera          | 27 stycznia 1973     | Hiszpania          | Kelme-Costa Blanca (2000)              |
| Tomas Vaitkus              | 4 lutego 1982        | Litwa              | AG2R Prévoyance (2006)                 |
| Jurgen Van Goolen          | 28 listopada 1980    | Belgia             | Quick Step-Innergetic (2005)           |
| Brian Vandborg             | 4 grudnia 1981       | Dania              | CSC (2006)                             |
| Matthew White              | 22 lutego 1974       | Australia          | Cofidis-Le Crédit par Téléphone (2005) |
|                            |                      |                    |                                        |
| Źródło: UCI                |                      |                    |                                        |